# Patrick Henry Cronin
Pour les articles homonymes, voir Patrick Henry et Henry.
Patrick Henry Cronin (7 août 1846 - 4 mai 1889) est un médecin et nationaliste irlandais ayant immigré aux États-Unis. Il était membre du Clan na Gael de Chicago. Il en a été exclu et accusé d'être un espion britannique. En mai 1889 il est assassiné, et le procès qui a suivi est à ce jour un des plus longs de l'histoire de ce pays.

## Biographie
Né le 7 août 1846 à Buttevant en Irlande, Patrick Henry Cronin émigre aux États-Unis avec sa famille alors qu'il est encore enfant. Il était connu pour sa voix de ténor. Il est diplômé en 1870 et continue ses études à l'Université de Saint-Louis où il obtient un master et un Ph D. Il a été professeur spécialisé dans les maladies des yeux et des oreilles. Il participe à l'Exposition Universelle de Paris en 1878 en tant que commissaire de l'État du Missouri.
Il s'engage alors dans le Clan na Gael, une organisation irlandaise républicaine. Il obtient un poste au Cook County Hospital mais préfère s'installer en tant que médecin à Chicago.

## Meurtre
Cronin indique à ses amis que sa vie est en danger au printemps 1889. Dans la nuit du 4 mai, un homme appelle Cronin pour de l'aide médicale. Des témoins l'ont vu partir dans une charrette tirée par un cheval blanc. Il n'est jamais revenu chez lui. Ses amis s'inquiètent de sa disparition et le signalent à la police. L'enquête est confiée au détective Daniel Coughlin, qui ne trouve pas de trace du disparu. Le 9 mai un témoin indique l'avoir vu vers 9H, mais des rumeurs dans la presse indiquent qu'il serait vivant au Canada et qu'il a quitté Chicago pour échapper à la justice. Le 22 mai son corps dénudé est retrouvé dans un égout près de Foster Avenue, le cou brisé. L'affaire a un fort retentissement dans la presse, y compris internationale et de très nombreux articles et éditoriaux lui sont consacrés. Plus de 8 000 personnes suivent le cortège funèbre.

## Procès
Le choix des jurés commence le 28 août 1889, et se poursuit jusqu'au 22 octobre. 1 115 personnes sont entendues, ce qui en fait la plus longue sélection de l'histoire de la justice américaine. Le procès commence le 23 octobre, et plus de 5 000 personnes veulent y assister, mais la salle ne peut contenir que 200 personnes. Durant les sept semaines que dure le procès, pas moins de 190 témoins sont appelés par les différentes parties en présence. Les plaidoiries finales se tiennent entre le 29 novembre et le 12 décembre 1889.
Les jurés délibèrent pendant 70 heures avant de donner leur verdict. Gillian O’Brien indique dans son ouvrage Blood Runs Green: The Murder That Transfixed Gilded Age Chicago paru en 2015 que c'est le procès le plus long de toute l'histoire de la justice américaine. John F. Beggs a été acquitté; John Kunze a été jugé coupable d'homicide involontaire, et Dan Coughlin, Patrick O’Sullivan, et Martin Burke ont été jugés coupables de meurtre au premier degré. O'Sullivan et Burke meurent en prison en 1892.